# Viaje al centro de la tele
Viaje al centro de la tele és un programa de televisió que reflecteix les millors imatges de personatges coneguts, que RTVE ha mostrat en les últimes dècades.
El format es va estrenar el 9 de juliol de 2013 en La 1 d'RTVE.

## Format
Viaje al centro de la tele aborda en cadascuna dels seus lliuraments una temàtica diferent per a descobrir l'abans i el després de les cares més conegudes, la primera vegada que es van posar davant una cambra, la cançó de l'estiu, el fenomen dels concursos, les anècdotes gastronòmiques, el món de l'espectacle, les modes, etcètera.

## Audiències

### Temporades
| Temporada | Temporada | Episodis | Estrena                | Final                  | Audiència mitjana | Audiència mitjana | Audiència mitjana |
| Temporada | Temporada | Episodis | Estrena                | Final                  | Espectadors       | Quota de pantalla |                   |
| --------- | --------- | -------- | ---------------------- | ---------------------- | ----------------- | ----------------- | ----------------- |
|           | 1a        | 10       | 9 de juliol de 2013    | 10 de setembre de 2013 | 1 076 000         | 8,4%              |                   |
|           | 2a        | 8        | 11 de juliol de 2014   | 5 de setembre de 2014  | 1 247 000         | 10,1%             |                   |
|           | 3a        | 21       | 24 de desembre de 2014 | 16 de juliol de 2015   | 1 616 000         | 10,0%             |                   |
|           | 4a        | 14       | 24 de desembre de 2015 | 23 de juny de 2016     | 1 068 000         | 8,9%              |                   |
|           | 5a        | 9        | 28 d'octubre de 2016   | 24 de desembre de 2016 | 625 000           | 7,1%              |                   |
|           | 6a        | 19       | 17 de juliol de 2017   | 24 de desembre de 2017 | 1 530 000         | 11,6%             |                   |
|           | 7a        | 26       | 4 de juliol de 2018    | 18 de maig de 2019     | 1 460 000         | 11,6%             |                   |
|           | 8a        | 14       | 6 de setembre de 2019  | 24 de desembre de 2019 | 944 000           | 8,1%              |                   |
|           | 9a        | 10       | 10 de setembre de 2020 | 24 de desembre de 2020 | 660 000           | 8,3%              |                   |
|           | 10a       |          | 2021                   |                        |                   |                   |                   |
| Total     | Total     | 131      | 2013                   | —                      |                   |                   |                   |

### Temporada 1: 2013
| Núm. (sèrie) | Núm. (temp.) | Títol                                | Data d'emissió         | Audiència         |
| ------------ | ------------ | ------------------------------------ | ---------------------- | ----------------- |
| 1            | 1            | «Yo no soy ese»                      | 9 de juliol de 2013    | 1 321 000 (8,8%)  |
| 2            | 2            | «Concursar es un placer»             | 16 de juliol de 2013   | 1 368 000 (9,7%)  |
| 3            | 3            | «Qué tipo tengo (Curvas peligrosas)» | 23 de juliol de 2013   | 1 481 000 (10,1%) |
| 4            | 4            | «Metida en mi cabeza»                | 30 de juliol de 2013   | 985 000 (6,6%)    |
| 5            | 5            | «El plato fuerte»                    | 6 d'agost de 2013      | 1 178 000 (8,7%)  |
| 6            | 6            | «De fuera vendrán»                   | 13 d'agost de 2013     | 1 103 000 (8,6%)  |
| 7            | 7            | «Es mi primera vez»                  | 20 d'agost de 2013     | 916 000 (6,8%)    |
| 8            | 8            | «Esto es espectáculo»                | 27 d'agost de 2013     | 830 000 (5,7%)    |
| 9            | 9            | «Con cara de velocidad»              | 3 de setembre de 2013  | 629 000 (8,0%)    |
| 10           | 10           | «Qué tipo tengo»                     | 10 de setembre de 2013 | 956 000 (11,1%)   |

### Temporada 2: 2014
| N.º (serie) | N.º (temp.) | Títol                          | Data d’emissió        | Audiència         |
| ----------- | ----------- | ------------------------------ | --------------------- | ----------------- |
| 11          | 1           | «Queremos un hijo tuyo»        | 11 de juliol de 2014  | 1 265 000 (9,7%)  |
| 12          | 2           | «¡Son como niños!»             | 18 de juliol de 2014  | 1 344 000 (10,5%) |
| 13          | 3           | «Por todo lo alto»             | 25 de juliol de 2014  | 1 261 000 (10,2%) |
| 14          | 4           | «Del guateque a la discoteque» | 1 d'agost de 2014     | 1 321 000 (10,1%) |
| 15          | 5           | «Corazón latino»               | 8 d'agost de 2014     | 1 290 000 (11,2%) |
| 16          | 6           | «Aquí hay tema»                | 15 d'agost de 2014    | 1 153 000 (10,4%) |
| 17          | 7           | «Vaya veranito»                | 29 d'agost de 2014    | 1 112 000 (9,7%)  |
| 18          | 8           | «Imitadores e imitados»        | 5 de setembre de 2014 | 1 231 000 (8,9%)  |

### Temporada 3: 2014-2015
| N.º (sèrie) | N.º (temp.) | Títol                            | Data d'emissió         | Audiència         |
| ----------- | ----------- | -------------------------------- | ---------------------- | ----------------- |
| 19          | 1           | «El centro de la Navidad»        | 24 de desembre de 2014 | 1 119 000 (16,1%) |
| 20          | 2           | «Más que niños (I)»              | 18 de maig de 2015     | 1 564 000 (8,1%)  |
| 21          | 3           | «Más que niños (II)»             | 19 de maig de 2015     | 2 076 000 (10,4%) |
| 22          | 4           | «Yo sobreviví a Eurovisión (I)»  | 20 de maig de 2015     | 2 252 000 (11,5%) |
| 23          | 5           | «Yo sobreviví a Eurovisión (II)» | 21 de maig de 2015     | 2 221 000 (11,7%) |
| 24          | 6           | «Pesos pesados (I)»              | 25 de maig de 2015     | 1 348 000 (6,7%)  |
| 25          | 7           | «Pesos pesados (II)»             | 26 de maig de 2015     | 1 939 000 (9,7%)  |
| 26          | 8           | «BBC (I)»                        | 27 de maig de 2015     | 1 208 000 (6,0%)  |
| 27          | 9           | «BBC (II)»                       | 28 de maig de 2015     | 1 682 000 (9,1%)  |
| 28          | 10          | «Parte de tu vida (I)»           | 1 de juny de 2015      | 1 524 000 (7,9%)  |
| 29          | 11          | «Parte de tu vida (II)»          | 2 de juny de 2015      | 2 018 000 (10,5%) |
| 30          | 12          | «Pasión por la tele (I)»         | 3 de juny de 2015      | 1 639 000 (9,1%)  |
| 31          | 13          | «Pasión por la tele (II)»        | 4 de juny de 2015      | 1 179 000 (6,8%)  |
| 32          | 14          | «Me visto de gala (I)»           | 8 de juny de 2015      | 1 438 000 (7,9%)  |
| 33          | 15          | «Me visto de gala (II)»          | 9 de juny de 2015      | 1 854 000 (9,6%)  |
| 34          | 16          | «Después del triunfo (I)»        | 10 de juny de 2015     | 2 109 000 (11,3%) |
| 35          | 17          | «Después del triunfo (II)»       | 11 de juny de 2015     | 1 636 000 (8,6%)  |
| 36          | 18          | «Don de lenguas (I)»             | 13 de juliol de 2015   | 1 627 000 (11,4%) |
| 37          | 19          | «Don de lenguas (II)»            | 14 de juliol de 2015   | 1 526 000 (11,1%) |
| 38          | 20          | «Desde que tú te has ido (I)»    | 15 de juliol de 2015   | 1 322 000 (9,7%)  |
| 39          | 21          | «Desde que tú te has ido (II)»   | 16 de juliol de 2015   | 1 260 000 (9,4%)  |

### Temporada 4: 2015-2016
| N.º (sèrie) | N.º (temp.) | Títol                      | Data d'emissió         | Audiència         |
| ----------- | ----------- | -------------------------- | ---------------------- | ----------------- |
| 40          | 1           | «La última noche»          | 24 de desembre de 2015 | 1 400 000 (18,9%) |
| 41          | 2           | «Famosos en apuros»        | 19 de febrer de 2016   | 1 149 000 (8,1%)  |
| 42          | 3           | «Ha nacido una estrella»   | 26 de febrer de 2016   | 1 592 000 (10,6%) |
| 43          | 4           | «Tócala otra vez»          | 4 de març de 2016      | 1 262 000 (9,1%)  |
| 44          | 5           | «Los sie7e magníficos»     | 11 de març de 2016     | 1 007 000 (7,1%)  |
| 45          | 6           | «Instinto básico»          | 18 de març de 2016     | 1 242 000 (9,7%)  |
| 46          | 7           | «Los cinco temazos»        | 1 d'abril de 2016      | 1 595 000 (11,5%) |
| 47          | 8           | «Ídolos del deporte»       | 15 d'abril de 2016     | 1 006 000 (8,0%)  |
| 48          | 9           | «Locos por la juerga»      | 29 d'abril de 2016     | 956 000 (7,9%)    |
| 49          | 10          | «Mujeres de rompe y rasga» | 6 de maig de 2016      | 894 000 (6,8%)    |
| 50          | 11          | «Engalana2»                | 26 de maig de 2016     | 797 000 (9,1%)    |
| 51          | 12          | «Adiós amigos»             | 2 de juny de 2016      | 362 000 (4,7%)    |
| 52          | 13          | «Todo queda en familia»    | 9 de juny de 2016      | 1 141 000 (7,3%)  |
| 53          | 14          | «Más parte de tu vida»     | 23 de juny de 2016     | 548 000 (6,1%)    |

### Temporada 5: 2016
| N.º (serie) | N.º (temp.) | Títol                        | Data d'emissió         | Audiència       |
| ----------- | ----------- | ---------------------------- | ---------------------- | --------------- |
| 54          | 1           | «Quiero ser artista»         | 27 d'octubre de 2016   | 942 000 (10,0%) |
| 55          | 2           | «Cinco temazos más»          | 3 de novembre de 2016  | 486 000 (5,4%)  |
| 56          | 3           | «Vaya preguntita»            | 10 de novembre de 2016 | 555 000 (5,8%)  |
| 57          | 4           | «Los diez míticos»           | 17 de novembre de 2016 | 572 000 (6,0%)  |
| 58          | 5           | «Lo nunca visto»             | 24 de novembre de 2016 | 599 000 (6,2%)  |
| 59          | 6           | «El verano de tu vida»       | 1 de desembre de 2016  | 461 000 (4,9%)  |
| 60          | 7           | «Nací graciosillo»           | 8 de desembre de 2016  | 598 000 (6,0%)  |
| 61          | 8           | «Especial: Un, dos, tres...» | 15 de desembre de 2016 | 685 000 (7,1%)  |
| 62          | 9           | «Vive la Navidad»            | 24 de desembre de 2016 | 731 000 (12,4%) |

### Temporada 6: 2017
| N.º (serie) | N.º (temp.) | Títol                             | Data d'emissió         | Audiencia         |
| ----------- | ----------- | --------------------------------- | ---------------------- | ----------------- |
| 63          | 1           | «Éramos tan jóvenes (I)»          | 17 de juliol de 2017   | 1 896 000 (13,5%) |
| 64          | 2           | «Éramos tan jóvenes (II)»         | 18 de juliol de 2017   | 1 468 000 (10,4%) |
| 65          | 3           | «Cinco temazos, la trilogía (I)»  | 19 de juliol de 2017   | 1 461 000 (10,9%) |
| 66          | 4           | «Cinco temazos, la trilogía (II)» | 20 de juliol de 2017   | 1 329 000 (9,6%)  |
| 67          | 5           | «Diez míticos más (I)»            | 24 de juliol de 2017   | 1 687 000 (12,3%) |
| 68          | 6           | «Diez míticos más (II)»           | 25 de juliol de 2017   | 1 424 000 (10,3%) |
| 69          | 7           | «Canta conmigo (I)»               | 26 de juliol de 2017   | 1 506 000 (11,3%) |
| 70          | 8           | «Canta conmigo (II)»              | 27 de juliol de 2017   | 1 354 000 (10,3%) |
| 71          | 9           | «Me voy de fiesta (I)»            | 31 de juliol de 2017   | 1 531 000 (11,6%) |
| 72          | 10          | «Me voy de fiesta (II)»           | 1 d'agost de 2017      | 1 360 000 (10,4%) |
| 73          | 11          | «Las perlas de la tele (I)»       | 21 d'agost de 2017     | 1 618 000 (12,4%) |
| 74          | 12          | «Las perlas de la tele (II)»      | 22 d'agost de 2017     | 1 510 000 (11,6%) |
| 75          | 13          | «Mi rollo es el rock (I)»         | 23 d'agost de 2017     | 1 366 000 (10,5%) |
| 76          | 14          | «Mi rollo es el rock (II)»        | 24 d'agost de 2017     | 1 212 000 (9,8%)  |
| 77          | 15          | «Fuera del tiesto (I)»            | 28 d'agost de 2017     | 1 550 000 (10,2%) |
| 78          | 16          | «Fuera del tiesto (II)»           | 29 d'agost de 2017     | 1 801 000 (11,8%) |
| 79          | 17          | «Vuelta a la discoteque (I)»      | 30 d'agost de 2017     | 1 671 000 (11,2%) |
| 80          | 18          | «Vuelta a la discoteque (II)»     | 31 d'agost de 2017     | 2 038 000 (13,4%) |
| 81          | 19          | «La Navidad canta»                | 24 de desembre de 2017 | 1 295 000 (19,4%) |

### Temporada 7: 2018
| N.º (serie) | N.º (temp.) | Título                                | Data d'emissió         | Audiencia         |
| ----------- | ----------- | ------------------------------------- | ---------------------- | ----------------- |
| 82          | 1           | «¿Bailas? (I)»                        | 4 de juliol de 2018    | 1 302 000 (8,7%)  |
| 83          | 2           | «¿Bailas? (II)»                       | 5 de juliol de 2018    | 1 233 000 (8,5%)  |
| 84          | 3           | «Momentazos de Un, dos, tres... (I)»  | 9 de juliol de 2018    | 1 865 000 (12,9%) |
| 85          | 4           | «Momentazos de Un, dos, tres... (II)» | 10 de juliol de 2018   | 1 741 000 (11,7%) |
| 86          | 5           | «Vaya pintas hijo (I)»                | 11 de juliol de 2018   | 910 000 (5,5%)    |
| 87          | 6           | «Vaya pintas hijo (II)»               | 12 de juliol de 2018   | 1 436 000 (10,9%) |
| 88          | 7           | «Los profetas de la tele (I)»         | 16 de juliol de 2018   | 1 337 000 (9,7%)  |
| 89          | 8           | «Los profetas de la tele (II)»        | 17 de juliol de 2018   | 1 499 000 (11,3%) |
| 90          | 9           | «Especial Mecano (I)»                 | 18 de juliol de 2018   | 1 533 000 (11,2%) |
| 91          | 10          | «Especial Mecano (II)»                | 19 de juliol de 2018   | 1 597 000 (12,2%) |
| 92          | 11          | «Estas son las mañanitas (I)»         | 23 de juliol de 2018   | 1 312 000 (9,6%)  |
| 93          | 12          | «Estas son las mañanitas (II)»        | 24 de juliol de 2018   | 1 641 000 (12,3%) |
| 94          | 13          | «Los Llenapistas (I)»                 | 25 de juliol de 2018   | 1 524 000 (11,9%) |
| 95          | 14          | «Los Llenapistas (II)»                | 26 de juliol de 2018   | 1 203 000 (9,7%)  |
| 96          | 15          | «Espérame en el cielo (I)»            | 30 de juliol de 2018   | 1 390 000 (10,0%) |
| 97          | 16          | «Espérame en el cielo (II)»           | 31 de juliol de 2018   | 1 564 000 (11,9%) |
| 98          | 17          | «Mamma mía (I)»                       | 1 d'agost de 2018      | 1 310 000 (10,6%) |
| 99          | 18          | «Mamma mía (II)»                      | 2 d'agost de 2018      | 1 431 000 (11,7%) |
| 100         | 19          | «Como en casa (I)»                    | 6 d'agost de 2018      | 1 267 000 (9,9%)  |
| 101         | 20          | «Como en casa (II)»                   | 7 d'agost de 2018      | 1 431 000 (11,7%) |
| 102         | 21          | «Diez míticos, la trilogía (I)»       | 8 d'agost de 2018      | 1 578 000 (12,9%) |
| 103         | 22          | «Diez míticos, la trilogía (II)»      | 9 d'agost de 2018      | 1 435 000 (11,7%) |
| 104         | 23          | «Sigue cantando conmigo (I)»          | 29 d'agost de 2018     | 1 786 000 (12,9%) |
| 105         | 24          | «Sigue cantando conmigo (II)»         | 30 d'agost de 2018     | 1 694 000 (12,6%) |
| 106         | 25          | «Afinando la Navidad»                 | 24 de desembre de 2018 | 1 503 000 (20,4%) |
| 107         | 26          | «Eurovisión, la cuenta atrás»         | 18 de maig de 2019     | 1 446 000 (20,9%) |

### Temporada 8: 2019
| N.º (sèrie) | N.º (temp.) | Títol                                    | Data d'emissió         | Audiència         |
| ----------- | ----------- | ---------------------------------------- | ---------------------- | ----------------- |
| 108         | 1           | «Al son del verano»                      | 6 de setembre de 2019  | 770 000 (8,7%)    |
| 109         | 2           | «Al primer toque»                        | 13 de setembre de 2019 | 908 000 (6,9%)    |
| 110         | 3           | «Especial Aplauso (Éxitos nacionales)»   | 20 de setembre de 2019 | 1 161 000 (9,2%)  |
| 111         | 4           | «Especial Aplauso (Ilustres visitantes)» | 27 de setembre de 2019 | 1 026 000 (8,3%)  |
| 112         | 5           | «Más preguntitas»                        | 4 d'octubre de 2019    | 607 000 (5,5%)    |
| 113         | 6           | «Con acento extranjero»                  | 11 d'octubre de 2019   | 951 000 (7,7%)    |
| 114         | 7           | «Muy bizarro»                            | 18 d'octubre de 2019   | 877 000 (7,3%)    |
| 115         | 8           | «70 y pop»                               | 25 d'octubre de 2019   | 1 218 000 (8,9%)  |
| 116         | 9           | «Tu mejor versión»                       | 8 de novembre de 2019  | 1 044 000 (7,9%)  |
| 117         | 10          | «90 y pop»                               | 15 de novembre de 2019 | 804 000 (6,5%)    |
| 118         | 11          | «Top Junior»                             | 22 de novembre de 2019 | 912 000 (6,3%)    |
| 119         | 12          | «Más fuera del tiesto»                   | 29 de novembre de 2019 | 721 000 (5,4%)    |
| 120         | 13          | «Universo Alaska»                        | 6 de desembre de 2019  | 857 000 (6,3%)    |
| 121         | 14          | «Navidance»                              | 24 de desembre de 2019 | 1 362 000 (19,0%) |

### Temporada 9: 2020
| N.º (serie) | N.º (temp.) | Títol                       | Data d'emissió         | Audiència         |
| ----------- | ----------- | --------------------------- | ---------------------- | ----------------- |
| 122         | 1           | «Bravo Raffaella»           | 10 de setembre de 2020 | 492 000 (6,6%)    |
| 123         | 2           | «Más 70 y pop»              | 17 de setembre de 2020 | 624 000 (8,0%)    |
| 124         | 3           | «Sesión continua»           | 24 de setembre de 2020 | 666 000 (7,9%)    |
| 125         | 4           | «Tocata, éxitos nacionales» | 1 d'octubre de 2020    | 682 000 (7,0%)    |
| 126         | 5           | «Las canciones de la tele»  | 8 d'octubre de 2020    | 594 000 (6,7%)    |
| 127         | 6           | «70 y raro»                 | 15 d'octubre de 2020   | 468 000 (7,4%)    |
| 128         | 7           | «Aplauso, la trilogía»      | 22 d'octubre de 2020   | 397 000 (6,0%)    |
| 129         | 8           | «Locos x la música»         | 29 d'octubre de 2020   | 524 000 (7,3%)    |
| 130         | 9           | «Sonrisas de la tele»       | 5 de novembre de 2020  | 683 000 (8,6%)    |
| 131         | 10          | «¡Que empiece la fiesta!»   | 24 de desembre de 2020 | 1 471 000 (17,8%) |

### Temporada 10: 2021
| N.º (serie) | N.º (temp.) | Títol          | Data d'emissió | Audiència      |
| ----------- | ----------- | -------------- | -------------- | -------------- |
| 132         | 1           | Sense anunciar | 2021           | Sense anunciar |